# 石澳
石澳（英語：Shek O）是香港南區的一個地方，位於香港島東南部，大浪灣以南、鶴咀以北。

## 地名由來

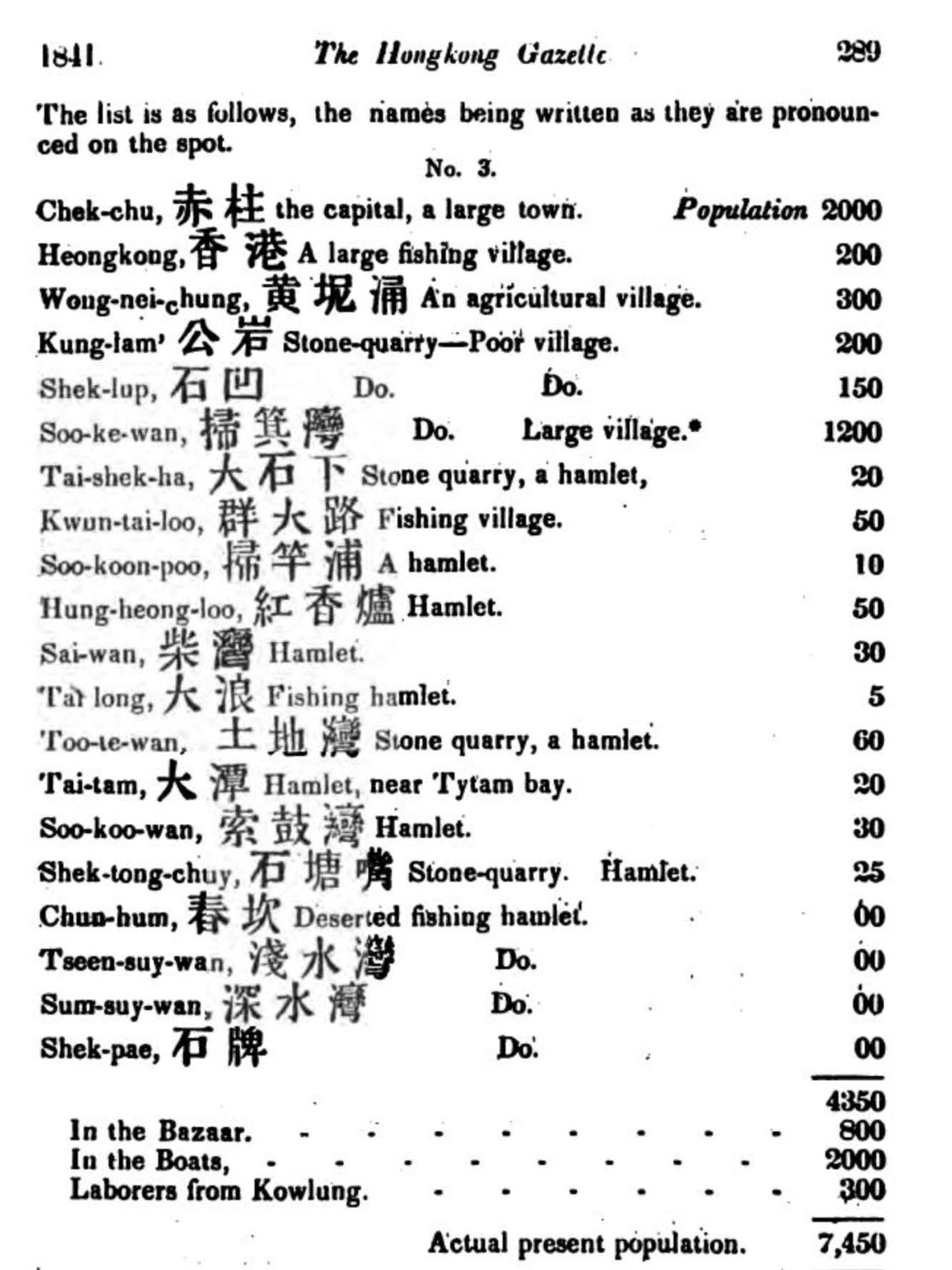
1841年時石凹是個150人的小村

石澳的名稱由來沒有官方解釋，有說法是此處沿岸盡是陡峭的石崖和嶙峋的岩石；而岸邊有許多沙灘，兩種地貌湊成「石澳」地名。 另一說法指地名中的「石」源自此處採石業的歷史，而石澳石礦場就是曾在這裡運作過的礦場。又有說石澳古稱「石凹」，而石凹此名曾在1841年香港開埠時的第2期《香港政府憲報》出現過，發音是「Shek-lup」而非Shek Au，「凹」字的發音與石澳的「澳」差距較大。

## 石澳泳灘
石澳泳灘位於香港島東南部香島灣。根據環境保護署的泳灘等級制度，石澳泳灘屬於一級泳灘，水質屬於良好水平，泳灘水清沙幼，有救生員當值。鄰近亦有食肆和燒烤場，所以許多人會在假日到此暢泳、燒烤，另外灘上的峭壁也是運動攀登的好地方。

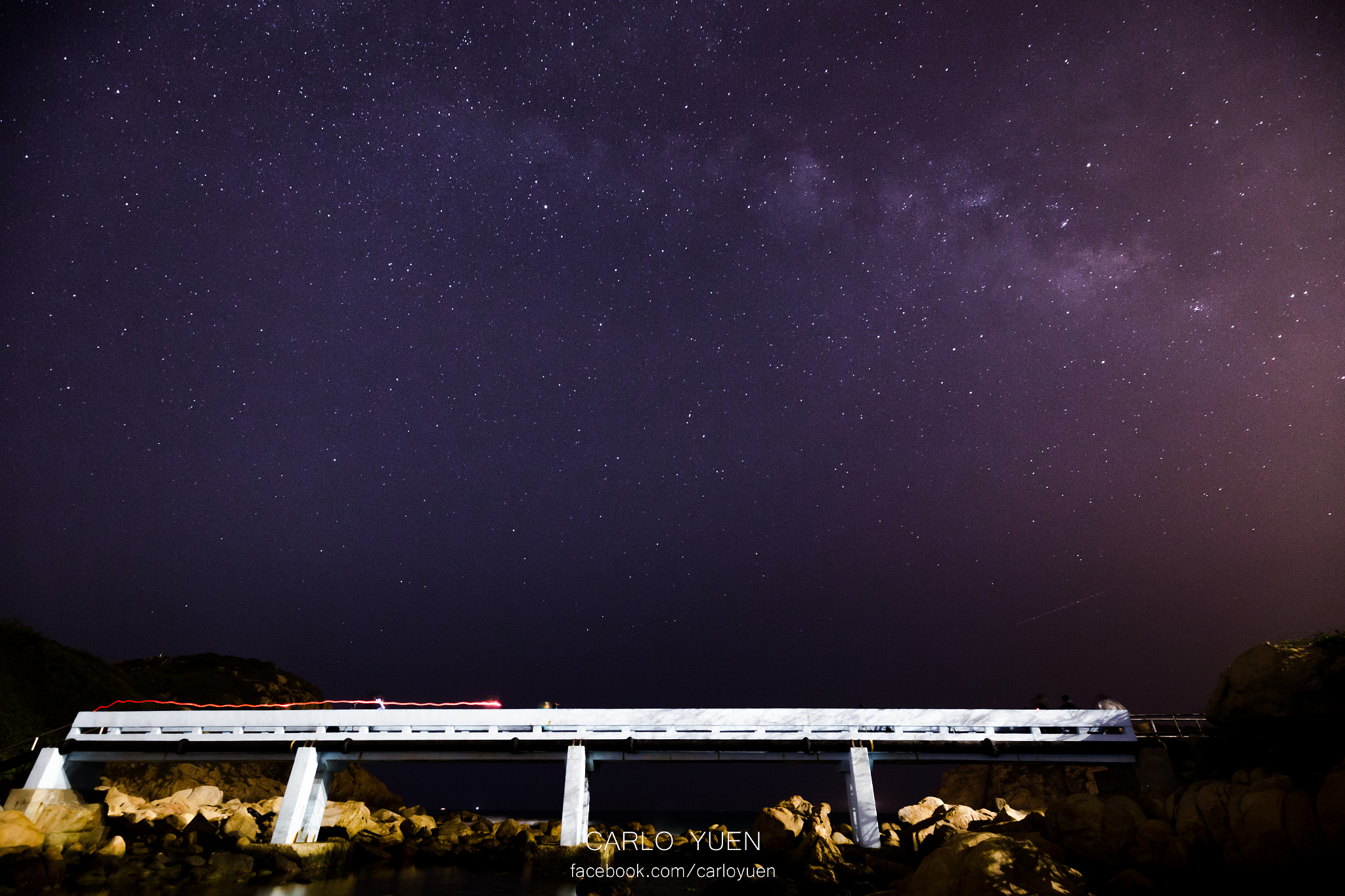
石澳後灘與大頭洲間有一道狹窄的粉藍石橋相連，又被稱作「情人橋」，曾經在2018年9月強颱風山竹襲港期間被摧毀

石澳後灘與大頭洲間有一道狹窄的粉藍石橋相連，此橋又被稱作「情人橋」。橋後有一石路，沿石路可走上大頭洲的仿古觀景亭，可望向無邊大海。該橋在2018年9月強颱風山竹吹襲香港期間遭摧毀，其後修復後於2021年4月對公眾重開。
石澳泳灘地處偏僻，交通不便，只有城巴9號（筲箕灣開出）和紅色小巴直達。泳灘附近設有不少停車場，一些人也會駕駛私家車前往。

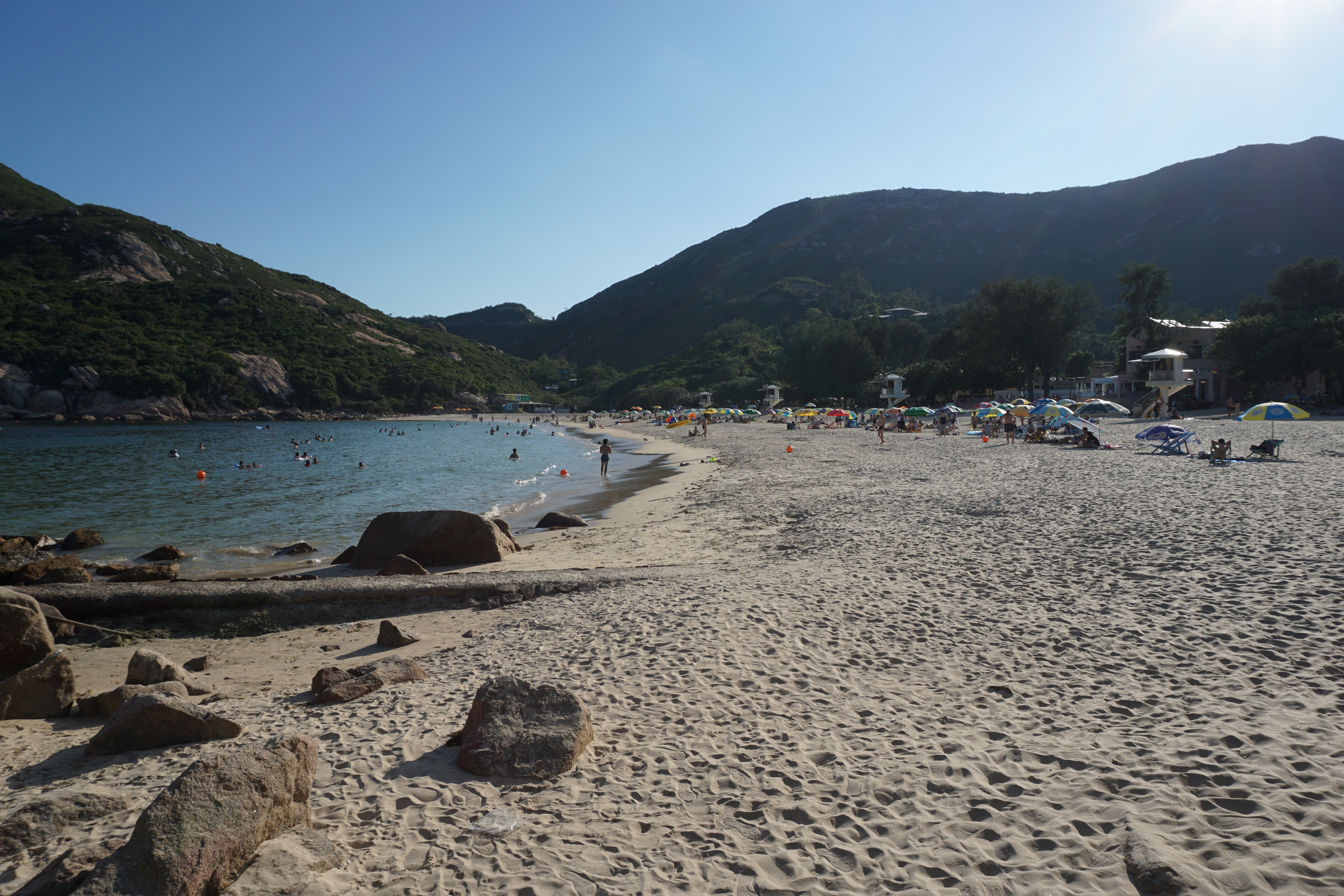
石澳泳灘（2018年）
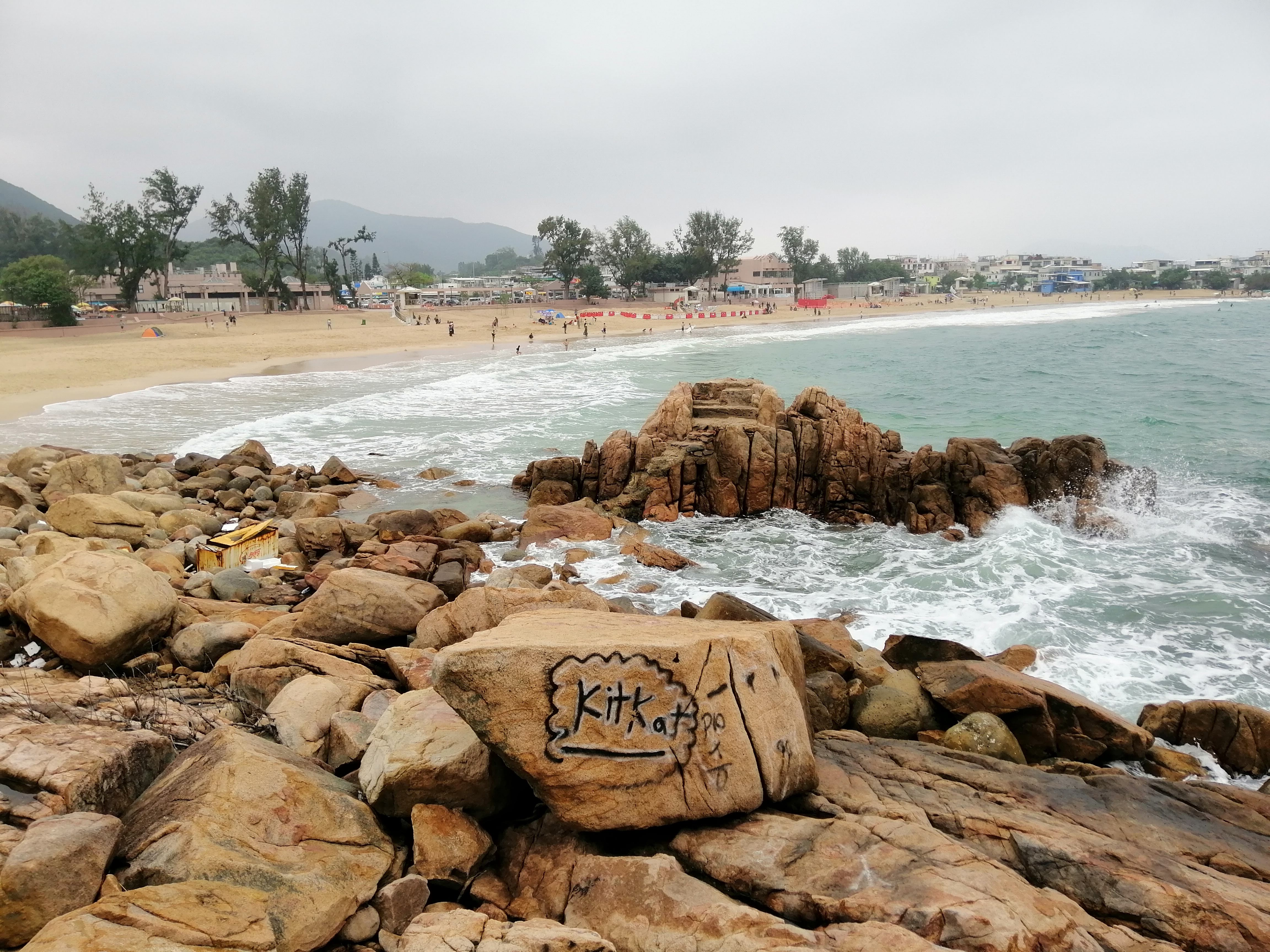
石澳泳灘（2019年）
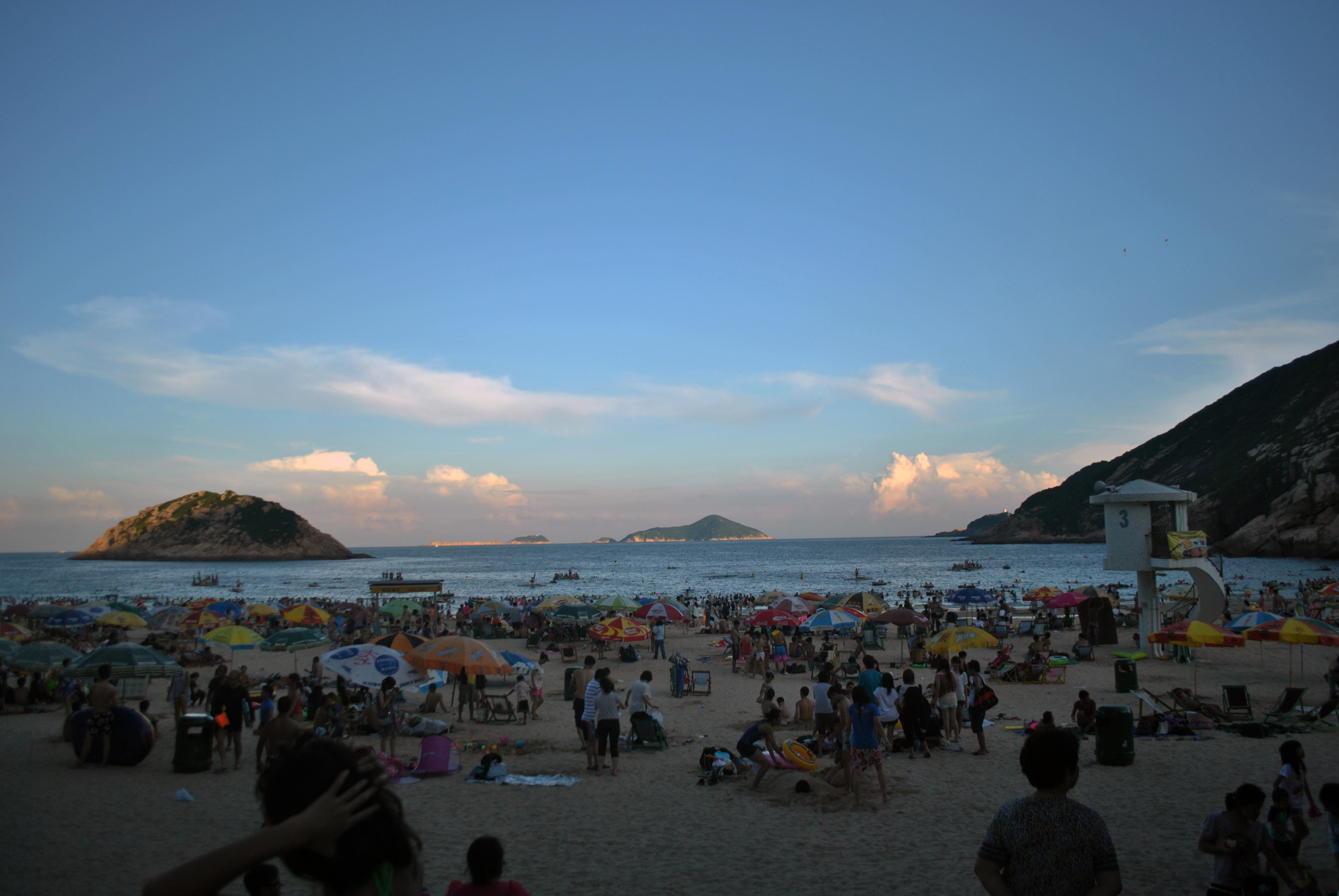
黃昏下的石澳泳灘

## 流行文化

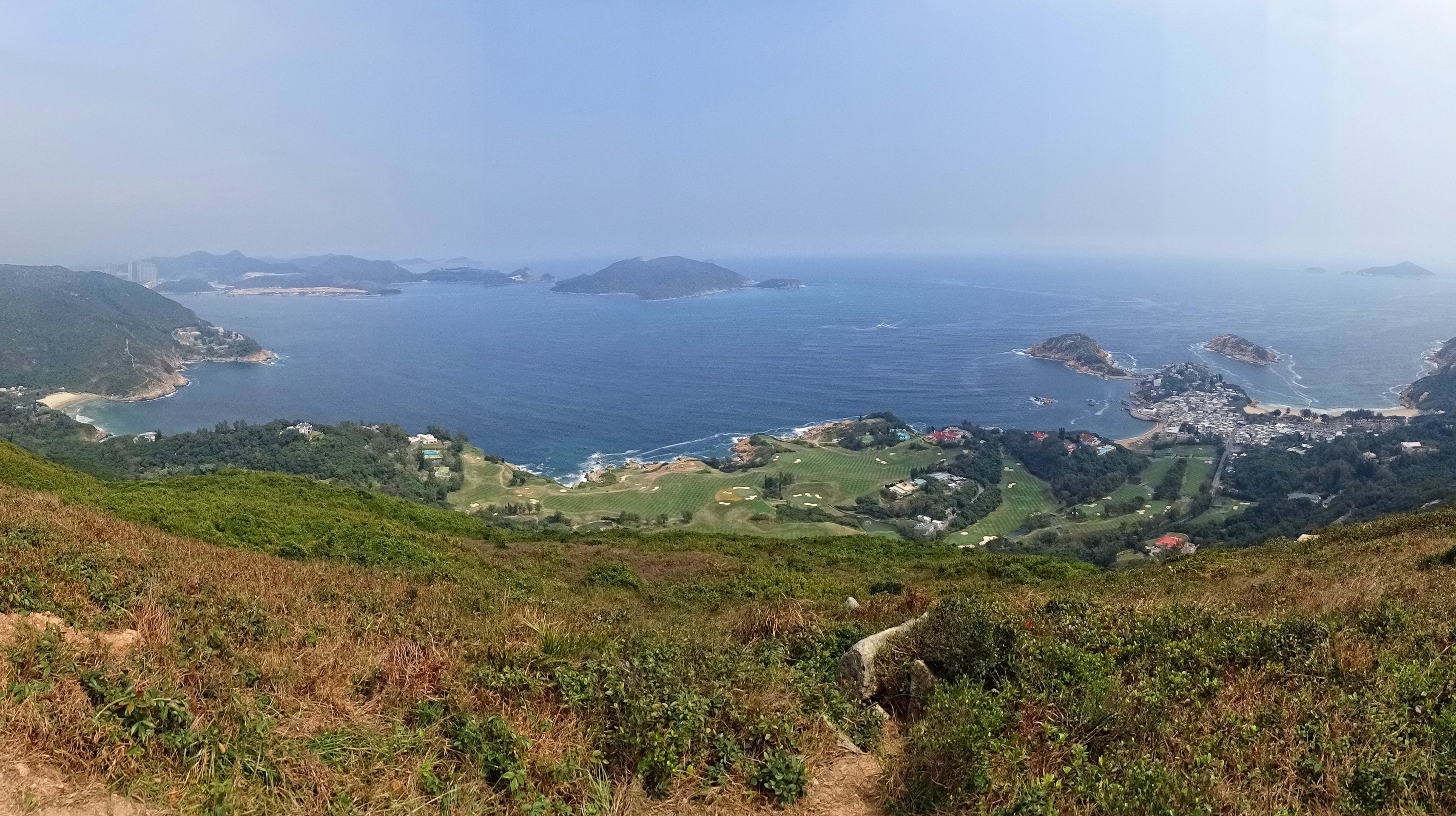
從龍脊望向石澳鄉村俱樂部

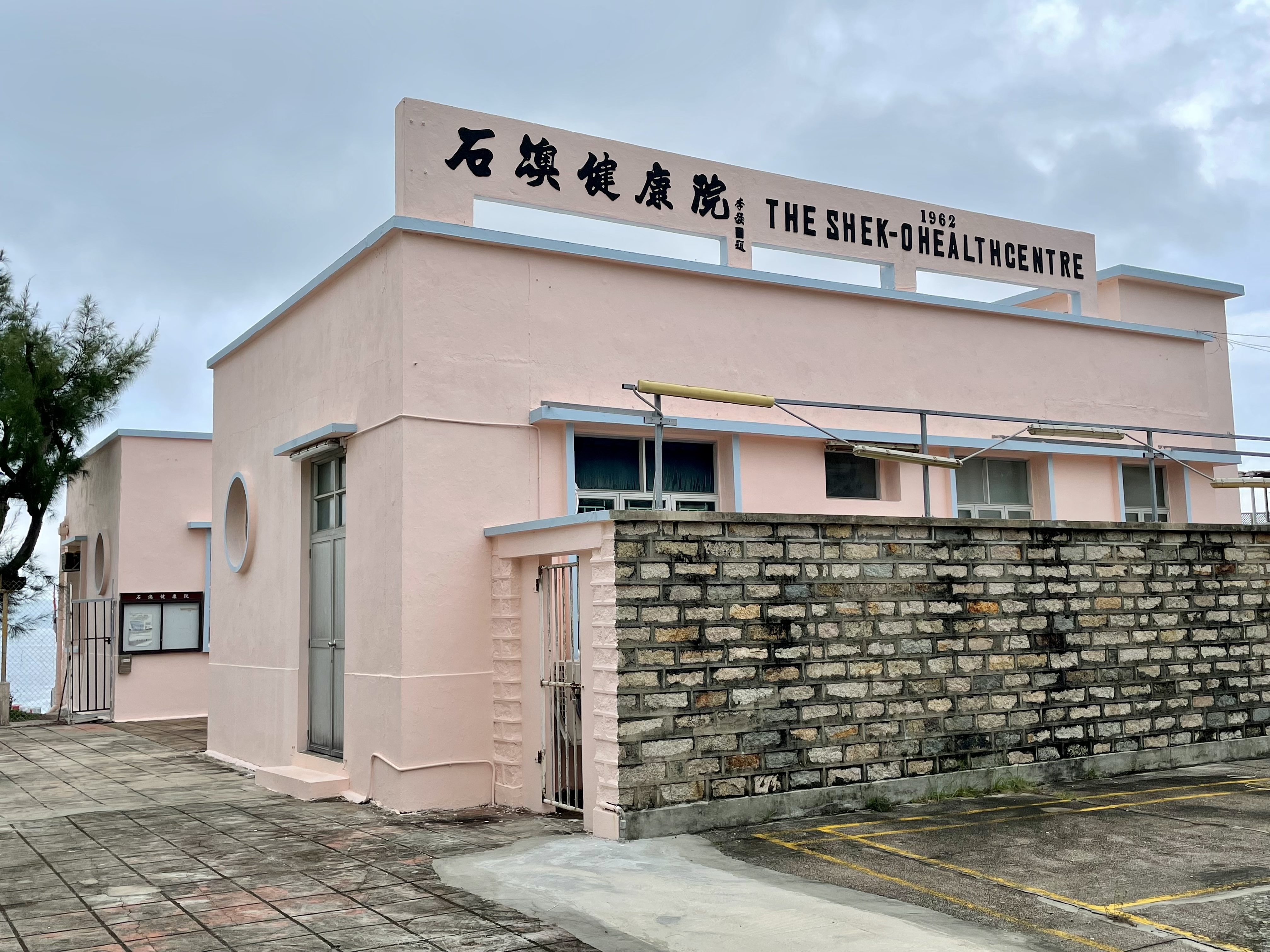
石澳健康院為電影《喜劇之王》取景處

石澳景色優美，環境清靜，因此不少粵語流行曲的音樂錄影帶也到此取景，有愛情小說文學作品也是以「石澳海邊」為背景，而周星馳的電影作品《喜劇之王》亦是在石澳拍攝。

## 霸佔官地事件
石澳是擁有不少鄉村及豪宅的地方。2013年7月《明報》報導石澳原來有相當於6個標準泳池大的官地，被霸佔起屋近30年，不法之徒變相賺取到的樓面市值可能高達30億元。其中由大陸移民葉華明居住的700呎寮屋破壞石澳保護區後變成6000呎大宅，受訪時他向記者假冒是石澳原住民籍此逃避責任。
2016年6月，石澳東丫背村村民霸佔官地，將寮屋擴建成豪宅，官地被霸佔近30年。霸佔官地的村民包括探險家黃效文、富豪曾文進及退休的勞工處前助理處長麥世耀。部分霸佔官地的寮屋加建渡頭、涼亭及石牆。同年7月，有關建築在地政總署要求糾正後開始清拆。

## 交通
石澳的對外路面交通依靠石澳道──連接大潭道，通往赤柱和柴灣的雙線馬路，石澳亦設有免費的公共停車場。

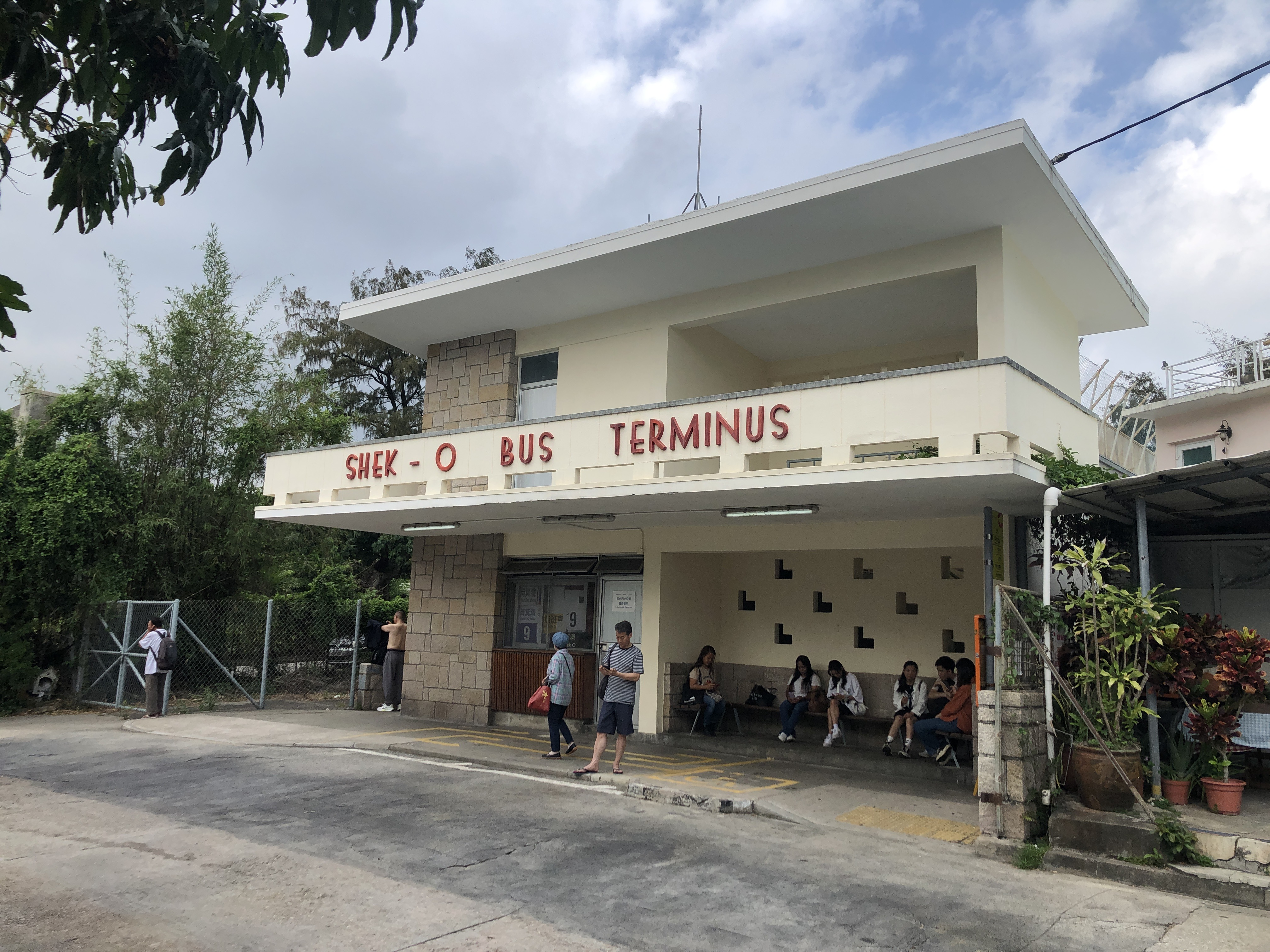
石澳巴士總站
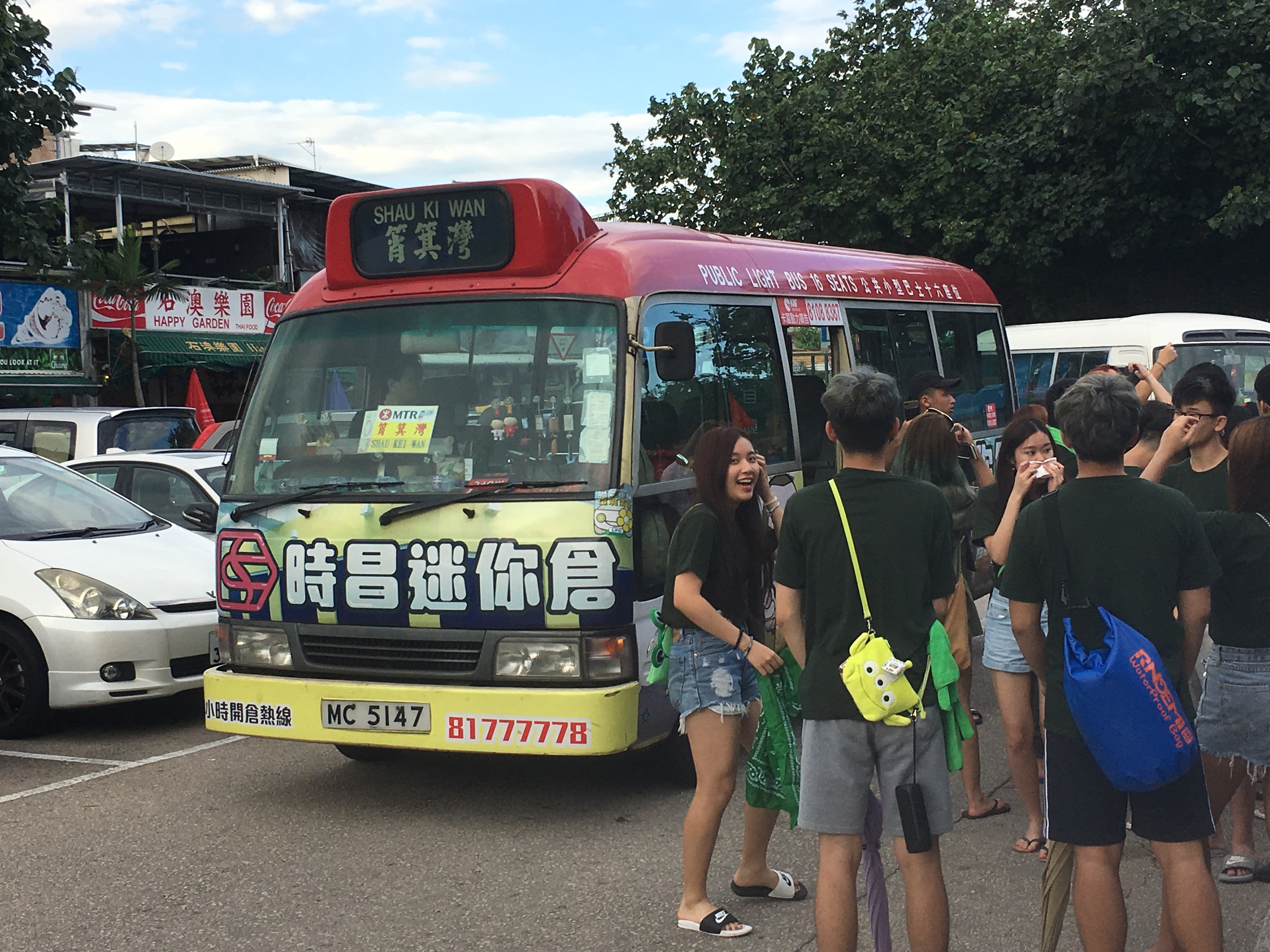
石澳泳灘停車場（紅色非專線小巴──石澳至筲箕灣）

## 區議會議席分佈
為方便比較，以下列表以石澳道、大潭道交界以東為範圍。
| 年度/範圍  | 2000-2003      | 2004-2007      | 2008-2011      | 2012-2015      | 2016-2019      | 2020-2023      |
| ---------- | -------------- | -------------- | -------------- | -------------- | -------------- | -------------- |
| 石澳道沿線 | 赤柱及石澳選區 | 赤柱及石澳選區 | 赤柱及石澳選區 | 赤柱及石澳選區 | 赤柱及石澳選區 | 赤柱及石澳選區 |

註：以上主要範圍尚有其他細微調整，請參閱有關區議會選舉選區分界地圖。

### 腳註
1. ↑  . 蘋果日報. 2004-02-08  [2018-07-29]. （原始内容存档于2018-07-28）.
2. ↑  今日館. . 星島日報. 2015-05-12  [2018-07-29]. （原始内容存档于2018-07-28）.
3. ↑  . 香港商報. 2018-04-28  [2024-05-09]. （原始内容存档于2024-05-09）.
4. ↑  尋玩人. . U Lifestyle. 2015-06-08  [2018-07-29]. （原始内容存档于2018-08-04）.
5. ↑  . 香港01. 2018-09-17.
6. ↑  . 蘋果日報. 2018-09-17  [2018-09-17]. （原始内容存档于2018-09-17）.
7. ↑  黎靜珊. . 香港01. 2021-04-23  [2022-02-16]. （原始内容存档于2022-02-16）.
8. ↑  . 豆瓣.   [2016-10-07]. （原始内容存档于2016-10-09）.
9. ↑  霸官地起屋 地署縱容30年 石澳7.8萬呎農田變住宅 《 （页面存档备份，存于）明報》 2013年7月22日
10. ↑  地署縱容30年 前高官 富豪 霸官地寮屋變豪宅 （页面存档备份，存于） 蘋果日報，2016年6月10日
11. ↑  東丫背村違規寮屋仍未完成清拆 （页面存档备份，存于） 大公網，2016年7月22日
12. ↑  星島日報. . std.stheadline.com.   [2023-09-09] （中文（香港））.

### 書籍及報章
- 《香港公報》第二期，1841年5月15日

## 外部連結
维基共享资源上的相關多媒體資源：石澳